# Phialastrum barbatum
Phialastrum barbatum är en svampart som först beskrevs av Dissing & M. Lange, och fick sitt nu gällande namn av Sunhede 1989. Phialastrum barbatum ingår i släktet Phialastrum och familjen jordstjärnor.   Inga underarter finns listade i Catalogue of Life.